# تايلر أرمسترونغ
تايلر أرمسترونغ (بالإنجليزية: Tyler Armstrong)‏ هو متسلق الجبال أمريكي، ولد في 22 يناير 2004 في يوربا ليندا في الولايات المتحدة.

## وصلات خارجية
- الموقع الرسمي